# Anagalida
Gli anagalidi (Anagalida) sono un ordine di mammiferi estinti, vissuti tra il Cretaceo superiore e l'Oligocene inferiore (70 – 35 milioni di anni fa). I loro resti sono stati ritrovati principalmente in Asia e in Nordamerica. 

## Descrizione
Di aspetto vagamente simile a quello dei roditori, questi animali avevano dimensioni piuttosto ridotte: tra le forme più grandi ricordiamo Anagale, lungo circa 30 centimetri. Il cranio era piuttosto simile a quello degli attuali pika (gen. Ochotona), ma la dentatura era ben più primitiva. Le forti zampe erano dotate di unghie adatte ad estrarre radici dal terreno. 

## Classificazione
Un tempo gli anagalidi erano considerati parte di un gruppo più grande di mammiferi, comprendenti anche i roditori, i lagomorfi e i toporagni elefante. Questi ultimi, più di recente, sono stati riconosciuti come appartenenti agli afroteri, un grande gruppo di mammiferi, ai quali sono ascritti anche gli elefanti, gli iraci e i lamantini. Attualmente, gli anagalidi sono ritenuti essere un piccolo ordine di mammiferi appartenenti agli Euarchontoglires, dalle affinità incerte ma forse vicini all'origine dei Glires (roditori e lagomorfi). All'interno dell'ordine, sono da ricordare le famiglie Anagalidae e Pseudictopidae, mentre la famiglia degli Zalambdalestidae potrebbe essere stata più basale. 